# Siegfried Berisch
Siegfried Berisch (né le 15 janvier 1877 à Boskowitz ; mort le 4 octobre 1933 à Vienne) fut un acteur allemand.

## Filmographie partielle
- 1922 : Der Bekannte Unbekannte
- 1926 : La Carrière d'une midinette
- 1929 : Le Meneur de joies
- 1930 : Aimé des dieux
- 1931 : Sur le pavé de Berlin